# De drie zwarte prinsessen
De drie zwarte prinsessen is een sprookje uit Kinder- und Hausmärchen, de verzameling van de gebroeders Grimm, met als nummer KHM137. De oorspronkelijke naam is De drei schwatten Prinzessinnen.

## Het verhaal
De vijand van Oost-Indië wil zeshonderd daalders en degene die voor dit geld kan zorgen, zal burgemeester worden. Een arme visser is met zijn zoon aan het vissen en de zoon wordt door de vijand gevangen en de vader krijgt zeshonderd daalders. De vader gaat naar de stad om de zeshonderd daalders te brengen en wordt burgemeester. Iedereen moet hem heer burgemeester noemen, anders word je ter dood gebracht. De zoon ontsnapt aan de vijand en komt in een bos op een hoge berg. De berg gaat open en de zoon komt in een betoverd kasteel waar de stoelen, tafels en banken met doeken zijn bekleed. Er komen drie in zwart geklede prinsessen, alleen hun gezicht is wit. Hij kan hen verlossen en mag een jaar niet spreken en hen niet mag aankijken. Hij mag zeggen wat hij als beloning wil en na een jaar zal hij dit krijgen.
Hij wil graag naar zijn vader en krijgt een buidel met geld en kleren. Na acht dagen is hij terug in Oost-Indië en komt in de vissershut, maar zijn vader is daar niet langer. Als hij zijn vader niet meneer de burgemeester noemt, zal hij worden opgeknoopt. Hij komt bij zijn vader en vraagt: "Visser, hoe ben je hier gekomen". Zijn vader zegt dat de heren van de stad hem niet mogen horen als hij hem visser noemt. De jongen zegt het toch en wordt naar de galg gebracht en zegt dat hij de zoon van de arme visser is. Hij laat zijn eigen kleding zien en de mensen herkennen hem en vragen vergeving.
De jongen vertelt over de hoge berg en het betoverde kasteel. Hij vertelt over de drie prinsessen en de mensen raden hem aan een gewijde kaars aan te steken en gloeiende was op de gezichten te druppelen. De jongen gaat terug en doet wat de mensen hebben gezegd terwijl de drie prinsessen slapen. Hun gezichten worden halfwit en ze vervloeken hem, geen mens zal hen kunnen verlossen of hij moet nog geboren worden. De prinsessen hebben nog drie broers, die in zeven ketenen zijn geslagen. Deze broers zullen de jongen verscheuren en er klinkt geschreeuw uit het kasteel.
De jongen springt uit het raam en breekt zijn been, het kasteel zakt in de grond en de berg sluit en niemand weet waar hij is.

## Achtergronden bij het verhaal
- Het sprookje komt uit Münsterland.
- De jongen uit het sprookje heeft overeenkomsten met de gewonde visserkoning uit de Parsival-sage, ook hier is het kasteel onvindbaar geworden. Zie ook Perceval ou le Conte du Graal.
- Het betoverde kasteel komt ook voor in De koning van de gouden berg (KHM92) De koningszoon die nergens bang voor was (KHM121) en De kristallen bol (KHM197).